# 해비티카
해비티카(Habitica)는 HabitRPG, Inc.에 의해 운영되는 온라인 시간관리 애플리케이션이다. 이전 명칭은 HabitRPG다. 일반적인 시간 관리 프로그램들과 다르게, Habitica는 롤플레잉 게임의 형태를 지니고 있다. 해비티카는 오픈소스 프로젝트이다.

## 개요
해비티카는 이용자들이 자신의 행동을 기록하고 목표 달성을 위한 동기부여를 할 수 있도록 게임처럼 만들어진 자기개발 웹 애플리케이션이다.
롤플레잉 게임의 형태를 띠고 있으며, 플레이어들은 골드나 갑옷을 모아 자신의 캐릭터를 더 강하게 만들 수 있다. 보상은 '습관'(Habits), '일일 과제'(Dailies), '할 일'(To-Dos)의 형태의 과제 수행을 통해 현실 세계의 목표 추구를 함으로써 얻을 수 있다.

### 습관
해비티카에서 습관(Habits)은 이용자의 습관을 변화시키기 위한 장기적인 요소이다. 이러한 습관들은 긍정적인 것, 부정적인 것 또는 둘 다에 해당하는 것들이 있다. 예를 들면
- 한 시간동안 생산적인 일 하기: 긍정적인 습관이다. 이용자가 한 시간동안 생산적인 시간을 보냈다면, 경험치와 골드를 얻는다.
- 패스트푸드 먹기: 부정적인 습관이다. 이용자가 패스트푸드를 먹으면 캐릭터는 체력을 잃는다.
- 계단 이용하기: 긍정적 또는 부정적인 습관이다. 이용자가 계단을 사용했다면 경험치와 골드를 얻지만, 계단을 사용하지 않았다면 캐릭터가 체력을 잃게 된다.

사용자가 좋은 습관을 자주 수행한다면, 습관의 색이 녹색으로 변한다. 이는 습관이 잘 형성되고 있으며, 사용자가 잘 생활하고 있다는 뜻이다. 그러나 만약 나쁜 습관을 자주 한다면, 습관이 빨간색으로 변하고 습관을 수행하지 않을 때마다 캐릭터의 체력 감소폭이 점점 커진다. 일정량의 경험치를 쌓으면, 캐릭터의 레벨이 올라가고 체력이 모두 회복된다.

### 일일 과제
해비티카는 반복적, 주기적으로 해야하는 일들에 대해 '일일 과제'(Dailies)를 만들어 사용자가 원하는 습관이 형성되도록 한다. 일일과제는 체크박스를 클릭함으로써 완료된다. 사용자가 원하는 일일 과제를 미리 세팅해둔 후, 하루 중에 해당 일일 과제를 끝낼 때마다 체크하면 된다. 완료된 일일 과제는 경험치와 골드를 준다. 하루가 넘어가기 전에 일일 과제를 마치지 않으면 체력이 닳는다.

### 할 일
할 일(To-Dos)은 한번만 하면 되는 일들이다. 사용자가 할 일 하나를 끝내면, 경험치와 골드를 얻는다. 할 일은 '습관'이나 '일일 과제'와는 다르게 한번 끝내면 사라지며, 끝낸 할 일들은 'Complete' 탭에서 확인할 수 있다. '습관'이나 '일일 과제'와 다른 점은 '할 일'은 끝내지 않더라도 체력 감소가 없다는 것이다. 다만 미뤘던 할 일을 끝냈을 때 경험치와 골드 획득량이 증가한다.

## 롤플레잉적 요소
해비티카에서 롤플레잉 요소는 큰 부분을 차지한다. 해비티카에서는 사용자들이 스스로 꾸민 캐릭터를 사용한다. 사용자들은 레벨을 올리고 새로운 특성들을 잠금해제할 수 있다. 그러나, 사망시에는 캐릭터의 아이템을 하나 잃고, 레벨이 한 단계 내려간다.

### 캐릭터
이용자는 머리, 피부색, 옷, 무기 등등을 통해 '아바타'라고 불리는 자신만의 캐릭터를 꾸밀 수 있다. 장착한 갑옷이나 무기는 능력치를 올려준다. 해비티카에 쓰인 몇몇 아트웍은 Browserquest에서 가져온 것들이다.
해비티카에는 또다른 롤플레잉 요소로 직업이 있다. 플레이어들은 네 개의 직업 중 하나를 고르게 되며, 각각의 직업은 저마다 착용 장비도 다르고, 게임플레이에 영향을 주는 능력치도 다르다. 직업별로 주 능력치와 보조 능력치가 있다.

### 레벨
플레이어가 얼마나 자신의 습관, 일일 과제, 할 일을 잘 마치는지에 따라, 경험치를 얻거나, 체력을 잃게 된다. 경험치를 일정 정도 얻으면 레벨업을 하는 반면, 그 전에 체력을 다 잃으면 캐릭터는 사망하고 레벨이
하나 내려간다. 캐릭터의 레벨이 높으면 높을수록 플레이어는 더 많은 것을 할 수 있다.

### 돈
플레이어가 습관, 일일 과제, 할 일을 끝낼 때마다 과제의 난이도에 따라 금화와 은화를 얻는다. 은화 100을 모으면 자동으로 금화 1로 바뀐다. 금화, 은화는 '보상'을 구입하는 데 사용된다. '보상'은 사용자가 현실 세계의 보상을 입력해서 지정할 수도 있고, 게임 내에서의 장비처럼 미리 지정하지 않아도 존재하는 것도 있다.

### 펫과 탈 것
과제를 수행하면, 랜덤하게 알, 부화 포션, 또는 음식과 같은 아이템을 얻는 경우가 있다. 플레이어는 이런 아이템들을 이용해 90마리에 달하는 펫을 모을 수 있으며, 이 펫들은 자신의 아바타 옆에 세워둘 수도 있다. 그
외에 탈 수 있는 펫은 90가지이다. 이벤트나 퀘스트를 완수하면 또다른 종류의 펫을 얻을 수 있다.

### 파티 책임
플레이어들은 파티를 만들어 퀘스트를 진행할 수 있다. 또한 길드를 만들고 참여할 수 있으며, 다른 플레이어에 의해 만들어진 도전 과제(Challenges)에 참여할 수도 있다. 도전 과제는 포상이 걸려 있으며, 참가자
중 가장 충실하게 도전 과제를 수행한 사람이 종료일에 포상을 받는다. 플레이어들은 친구들 또는 모르는 사람들과 경쟁하거나 협동할 수 있다. 파티, 길드, 여관에서 플레이어들은 서로 채팅하며 소통할 수 있다.

### 계절 이벤트
매년 'Grand Galas'라 불리는 네 가지 이벤트들이 있다. 새로운 퀘스트, 수량 한정 특별 아이템, 월드 보스가 나온다. 발렌타인 데이나 만우절같은 다른 기념일들에도 이벤트가 열린다.

## 모바일 앱

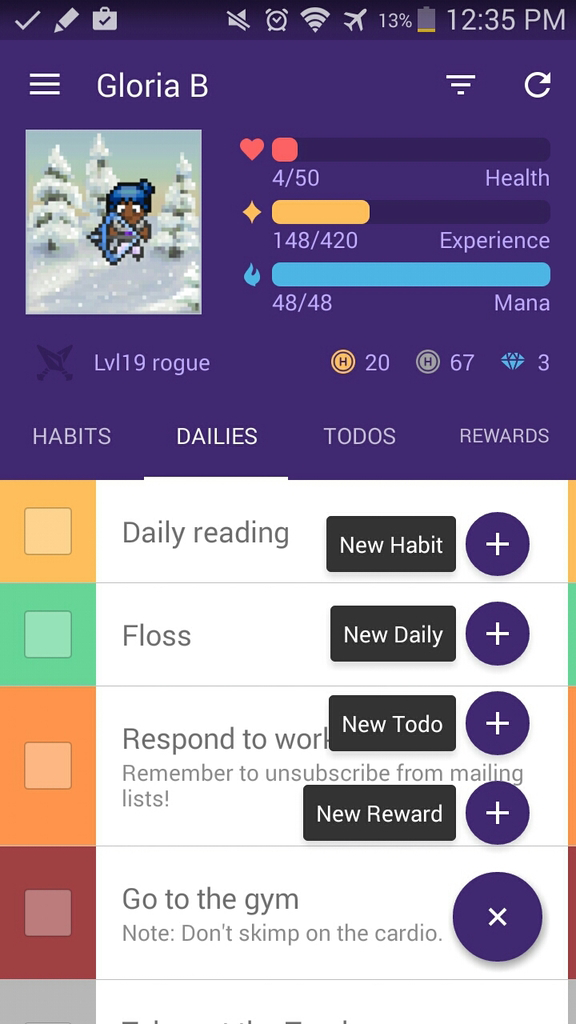
안드로이드 앱 화면

해비티카 공식 앱은 안드로이드, iOS 버전으로 나와 있다. 이 모바일 앱들은 25000달러의 킥스타터 펀딩이 끝난 다음 출시되었다.

## 반응
Lifehacker 리뷰 사이트의 Alan Henry는 "다른 할 일 앱들이 제공하는 고급 기능들을 제공하진 않지만, 확실히 재미있고 중독적인 앱이다"라고 했다. Kelsey Adams는 CNET에서 HabitRPG에 대해, 이 앱이 정말 재밌었으며, '뇌가 이런 쪽으로 익숙한 사람들에겐 게임이 현실보다 얼마나 더 강력한지 모든 사람이 이해하진 못한다'고 했다.

## 역사
Tyler Renelle는 《습관의 힘》, 《The Now Habits》을 읽고 나서, 자신의 습관형성에 도움이 되도록 하기 위해 처음 HabitRPG를 만들었다. 초기 버전의 HabitRPG는 구글 독스의 색 코드가 적용된 모습의 스프레드시트였다.
HabitRPG 커뮤니티가 커지면서, Renelle은 Siena Leslie와 Vicky Hsu와 만났고, Leslie와 Hsu는 2014년에 법인화된 HabitRPG, Inc.의 공동창립자가 되었다.
2015년 7월 31일, 웹사이트와 앱의 이름이 Habitica로 바뀌었다. Habitica는 플레이어들이 생활하는 게임 상의 가상공간 이름이다. 이름이 바뀐 이유는 몇몇 유저들이 HabitRPG라는 이름이 헷갈리거나 기억하기 힘들다고
했기 때문이다. 회사명은 HabitRPG, Inc.로 변하지 않았다.

## 커뮤니티
커뮤니티는 웹사이트와 앱을 사용하는 것뿐만이 아니라, Habitica 개발을 돕기도 한다.

### 기여자
커뮤니티 자원봉사자들은 픽셀 아트를 만들거나, 번역, 음악, 효과음 제작, Habitica 홍보 블로그 글 작성, 위키 편집, 버그 수정, 새로운 기능 도입, 신규 유저의 질문
해결 등 Habitica에 다양한 방법으로 기여한다.

### 킥스타터
2013년 1월 11일부터, Renelle은 25,000달러를 목표로 애플리케이션 개발을 위해 킥스타터 펀딩을 시작했다. 목표치를 훨씬 초과하여 2,817명의 사람들에 의해 41,191달러가 모였다.

## API
Habitica의 API는 프로그래머들이 Habitica와 연결되는 서드 파티 애플리케이션, 확장 기능과 도구들을 만드는 것을 허용한다.

## 같이 보기
- 게임화
- 동기 부여
- 기능성 게임

## 참고 자료
- 도유진 (2017년 10월 25일). “‘슬립타운’으로 일어나서 ‘슬립사이클’과 함께 잠들 때까지, 하루를 더 편하게 만들어주는 툴들”. 2018년 2월 2일에 원본 문서에서 보존된 문서. 2018년 2월 2일에 확인함.
- land (2015년 12월 25일). “용사여 눈을 뜨세요: 생활관리 앱 해비티카 소개”. 2018년 2월 2일에 확인함.